# Trémont-sur-Saulx

Trémont-sur-Saulx este o comună în departamentul Meuse din nord-estul Franței. În 2010 avea o populație de 649 de locuitori.

## Evoluția populației
| An        | 1975 | 1982 | 1990 | 1999 | 2006 | 2010 |
| --------- | ---- | ---- | ---- | ---- | ---- | ---- |
| Populație | 429  | 506  | 608  | 610  | 642  | 649  |